# Tornby gård
Tornby gård är en gård i Linköpings kommun (Sankt Lars socken), Östergötlands län. 

## Historik
Tornby gård i Sankt Lars socken i Hanekinds härad, som först på senare tider blivit utskiftad. Delägare i
byn har under 1600-talet och 1700-talet varit släkterna Gyllenadler, Lagerfelt, Grubb, Sparre, Natt och Dag
med flera.

## Gården
Tornby l 1⁄2 mantal skatte med 3:e utjordar tillhörde 1871 M. Morlin. Detsamma är bebyggt med
två boningshus, innehöll tillsammans 18 rum och 2 kök. Till gården höra 5 torp. Arealen var omkring 310 tunnland,
varaf 156 tunnland tomter, trädgård och åker, 77 tunnland kärräng och resten hagmark, till en del beväxt med furuskog.